# Сара Нович
Сара Нович (родена през 1987 г.) е американска писателка, преводачка и преподавателка по творческо писане.  Нович е активист за правата на глухите и пише за трудностите, пред които е изправена като глуха писателка.   
Най-забележителният роман на Нович е „Момиче на война“, който разказва историята на десетгодишната Ана Юрич, чийто живот се преобраща по време на Гражданската война, довела до разпадането на Югославия.   Романът е носител на награда „Алекс“ през 2016 г. През 2014 г., освен че публикува свои собствени литературни произведения, Нович превежда стихотворения на босненския писател Изет Сарайлич.
Нович е завършила магистърска програма в Колумбийския университет, където е учила художествена литература и художествен превод. Тя е редактор в списание Blunderbuss и е основател на блога за правата на глухите Redeafined. Нович работи и като асистент по творческо писане в университета в Стоктон.

## Творби
- Girl at War (2015)
Момиче на война, изд.: „Лемур Букс“ (2021), прев: Василена Мирчева
- America is Immigrants (2019)
- True Biz (2022)

## Външни връзки
- Официален сайт на Сара Нович
- Профил на Sara-Novic.com Архив на оригинала от 2021-08-22 в Wayback Machine.
- Профил в Amazon